# Iepurești
Iepurești is een Roemeense gemeente in het district Giurgiu.
Iepurești telt 1922 inwoners.